# IC 2859
IC 2859 је појединачна звијезда у сазвјежђу Лав која се налази на листи објеката дубоког неба у Индекс каталогу.
Деклинација објекта је + 9° 6' 32" а ректасцензија 11h 28m 41,8s.